# Trichomycterus stawiarski
Trichomycterus stawiarski är en fiskart som först beskrevs av Miranda Ribeiro, 1968.  Trichomycterus stawiarski ingår i släktet Trichomycterus och familjen Trichomycteridae. IUCN kategoriserar arten globalt som livskraftig. Inga underarter finns listade i Catalogue of Life.